# 칼리지 포크
칼리지 포크(일본어: カレッジ・フォーク)는 1960년대 후반 일본에서 붐을 이룬, 5-6인조 대학생 밴드가 자작곡 또는 커버곡을 연주하는 형태의 포크음악의 총칭이다. 
당시는 비틀스의 일본 방문을 계기로 그룹 사운드가 유행하기 시작한 시점이었다. 다만 당시 록 그룹 사운드는 불량하다는 이미지를 갖고 있었다. 반면 칼리지 포크의 경우 가정환경이 유복한 면면이 많았다.
칼리지 포크는 민중가요나 네첩반 포크 등과 달리 메시지성이 딱히 없었고, 뮤지션 대부분이 대학 졸업을 기점으로 활동을 그만두었기 때문에 칼리지 포크의 붐 자체는 소규모에 그쳤다. 하지만 아마추어가 곡을 자작한다는 풍조의 계기를 만듦으로써, 자작곡 위에 강렬한 메시지성을 가진 관서포크 시대의 앞길을 닦았다.